# Ophiomusium fallax
Ophiomusium fallax är en ormstjärneart som beskrevs av Jean Baptiste François René Koehler 1904. Ophiomusium fallax ingår i släktet Ophiomusium och familjen Ophiolepididae. Inga underarter finns listade i Catalogue of Life.